# Резвой, Пётр Дмитриевич
Пётр Дмитриевич Резвой (1887—1963) — русский зоолог, специалист по пресноводным губкам. Представитель дворянского рода Резвых.

## Биография
Родился в городе Одесса. Отец — генерал от инфантерии Дмитрий Модестович Резвой (13.02.1842—29.11.1912), герой русско-турецкой войны 1877—1878 годов. Мать — София Александровна, урождённая Краузольд (13.02.1842—30.11.1912), дочь инженер-генерала Александра Эммануиловича Краузольда (1815—1892). Пётр Резвой поступил в Санкт-Петербургский Политехнический институт, но его не окончил. В 1915 году выпускник Петроградского университета.  В 1913–1914 годах работал на Бородинской биологической станции на озере Селигер, в 1915 году — на Мурманской биологической станции по руководством В. А. Догеля.
Участвовал в Первой мировой войне, в 1918 году служил в Красной Армии, принял участие в боях против Юденича.
С 1921 по 1931 год был ассистентом на естественном отделении физико-математического, а позднее на биологическом факультете Ленинградского государственного университета. В 1917—1922 годах работал хранителем Зоологического музея в Петрограде. В 1920-е годы сотрудничал с Комиссией по изучению озера Байкал, работал на Байкальской лимнологической станции.
В 1924 году на заседании гидробиологической секции I-ого Всероссийского гидрологического съезда выступил с теоретическим докладом «К определению понятия "биоценоз"», уточнив определение Карла Мёбиуса (тогда же в 1924 была опубликована статья на ту же тему). По мнению Резвого: «биоценоз есть подвижно-равновесная система населения, устанавливающаяся в данных экологических условиях». Он писал: «На весь органический мир в целом мы можем смотреть, как на единую подвижно-равновесную систему. Эта единая система может быть подразделена на системы низших порядков, обладающих той или иной степенью самостоятельности. Так, например, органический мир разделяется на население океана и суши; это последнее – на население континентальных вод и наземное. Проводя дальше такое раздробление, мы в конце концов придём к единицам, населяющим участки с однородными условиями. Вот эти то последние единицы и будут биоценозами в нашем смысле».
В 1931 году первый раз ненадолго выслан из Ленинграда. С 1932 по 1935 год работал старшим зоологом Зоологического института АН СССР. Сумел подготовить важную сводку по пресноводным губкам, опубликованную 3-м выпуском в восстановленной серии "Фауна СССР" (старое название "Фауна России и сопредельных стран").
Сотрудничал с институтом Лесгафта.
В марте 1935 году снова выслан в город Атбасар Актюбинской области сроком на 5 лет, там устроился работать на противомалярийный пункт. Но в   мае 1936 года непременный секретарь Академии наук СССР, академик Н. П. Горбунов ходатайствовал об отмене Резвому высылки и возвращении в Ленинград.
Смог вернуться в Ленинград в 1936 году. Во время Великой Отечественной войны был в эвакуации в Сыктывкаре. В архиве Коми НЦ УрО РАН сохранился отчёт Резвого за 1942 г. «Анофелогенные водоемы г. Сыктывкара и фенелогия малярийного комара».
В 1940-е годы был научным сотрудником Института зоологии и паразитологии АН Таджикской ССР.
По-видимому, после 1952 года вслед за сыном переехал во Львов.

## Семья
- Жена — Ольга Алексеевна, урождённая Белобородова (1888—1951)[1]
  - Сын — Дмитрий Петрович Резвой  (1912—1993), геолог, его сын Павел[укр.] (род. 1938) — геолог, украинский путешественник-экстремал.
- Брат — Модест Дмитриевич Резвой (1881—1919)[1]
- Сестра — Серафима Дмитриевна Резвая (1884—?)[1]

## Таксоны, описанные П. Д. Резвым
- Baikalospongia dzhegatajensis
- Crellomima
- Crellomima imparidens
- Phorbas kovdaicum

## Научные труды
- Резвой П. Д. Материалы по фауне коловраток Тверской губернии. Тр. Бородинск. биол. ст. Петроградского об-ва естествоиспытателей, Том 4, вып 1, с. 161-203. Петроград, 1917.
- Резвой П. Д. К фауне губок Карского и Баренцева морей // Известия Научного Института им. П. Ф. Лесгафта, Л., 1924. С. 241-250.
- Резвой П. Д.  К определению понятия «биоценоз» // Pусск. Гидроб. Журн., 1924. III, 8—10)
- Резвой П. Д. Инструкция для собирания пресноводных губок (Spongillidae). — Ленинград : [Изд-во Акад. наук СССР], 1926. — 4 с.; (Наставления для собирания зоологических коллекций, изданные Зоологическим музеем Академии наук СССР/ Акад. наук Союза сов. соц. респ.; 13).
- Резвой П. Д. Губки Баренцева моря по сборам рейсов по Кольскому меридиану // Материалы по биологии Баренцева моря в области Кольского меридиана (33° 33' в.д.). Тр. Инст. по изуч. Севера. 1928. Вып. 37. С. 67-95.
- Резвой П. Д. Губки собранные экспедицией Института по изучению Севера на Новую Землю летом 1925 г. // Ежегод. Зоолог, музея АН СССР. 1931. Том. 32. С. 503-321.
- Резвой П. Д. 1931. Научные результаты Дальневосточной гидрофаунистической экспедиции Зоологического музея в 1927 г. II. Краткий очерк исследованных экспедицией водоемов // Ежегодник Зоол. музея АН СССР. Т. 31, вып. 3/4 (1930). Л.: Изд-во АН СССР. С. 495–496
- Резвой П. Д. К фауне губок моря Лаптевых // Гидрология и биология моря Лаптевых. Исследования морей СССР. 1932. Вып. 15. С. 127-133.
- Резвой П. Д. Пресноводные губки (сем. Spongillidae и Lubomirskiidae) // Фауна СССР. Губки. — М.—Л.: Издательство АН СССР, 1936. — Т. 2, вып. 2. — 125 с. — (Новая серия № 3).
- Резвой П. Д. Очерк водоемов Байкальского хребта по работам 1930 г. // Труды Байкальской лимнол. станции. 1937. Т. 7. С. 23-51.
- Резвой П. Д. Тип губок // Руководство по зоологии. М., 1937. С. 228–267.
- Резвой П. Д. Гидробиологическая характеристика озер Тур, Большое Домашнее и Песочное. – «Доповіді та повідомлення Львівського університету», 1955, вип. 5, ч. 2.
- Журавлева И.Т., Резвой П. Д. К систематике ископаемых губок и археоциат // Доклады АН СССР. 1959. Т. 3. № 2. С. 449-451.
- Резвой П. Д. Пойменные водоёмы левобережья нижнего Вахша // Заповедник «Тигровая балка». Сталинабад, 1959. Вып.1. С.141-177 (Труды Института зоологии и паразитологии АН Таджикской ССР).
- Резвой П. Д., Ялынская Н. С. К методике определения биомассы планктона и бентоса. –Зоол. журн., 1960, т. 39, № 8, с. 1250-1252.
- Резвой П. Д., Журавлева И. Т., Колтун В. М. Тип Рorifera. Губки. — В кн.: Основы палеонтологии. Губки, археоциаты, кишечнополостные, черви. М.: Изд-во АН СССР, C. 17-67.
- Резвой П. Д., Ялынская Н. С., 1962. Губки бадяги как рыбный корм в карповый прудах. // Зоол. журн., 41, (10): 1567-1568.
- Резвой П. Д. Из моих зоологических воспоминаний. — В кн.: Деятели советской гидробиологии. М.; Л., 1963, с. 28 — 36.
- Резвой Д. П., Резвой П. Д. Озеро, которого не стало... - "Природа", 1967, № 7, c. 81-83.

### Рекомендуемые источники
- Ялынская Н. С. Памяти Петра Дмитриевича Резвого. // Гидробиологический журнал. 1969. Т.5. № 3. С.92 – 93.
- Ушаков П. В. Из воспоминаний о прошлом // Труды Зоологического института РАН. - 2002. Т. 292. С. 98-139

### Рекомендуемые архивы
- ОА СПбГУ. Фонд 1. Опись 1917-1941. Дело 2535. Личное дело.
- СПФ АРАН. Фонд 55. Опись 1-1917-36. Дело 248. Автобиографии, Дело 263. Заявление бывшего зоолога ЗИН П.Д.Резвого с просьбой о пересмотре его дела о высылке, письмо С.А. Зернова по этому вопросу.
- ЦГА СПб. Фонд Р-1284. Опись 1-2. Дело 3116. Резвой Петр Дмитриевич, Фонд 478. Опись 5. Дело 248. Резвой Петр Дмитриевич; Опись 3. Дело 5602. Резвой Петр Дмитриевич: Фонд 14. Опись 3. Дело 59169. Резвой Петр Дмитриевич